# The To Do List
The To Do List es una película de comedia romántica estadounidense, estrenada el 19 de julio de 2013 en ese país. La película es el debut artístico como directora de Maggie Carey, y cuenta con las actuaciones de Aubrey Plaza, Christopher Mintz-Plasse y Rachel Bilson, entre otros. La película trata sobre una chica en su último año en la escuela secundaria (Aubrey Plaza) y su deseo por tener más experiencias sexuales antes de empezar la universidad.

## Sinopsis
Una joven se ha graduado en el instituto con excelentes notas, pero resulta ser toda una novata en lo que al sexo se refiere. Debido a ello, toma la decisión de confeccionar una lista con todo lo que quiere experimentar sobre este tema antes de entrar en la universidad, mientras sus amigos se quedan un tanto sorprendidos ante semejante comportamiento. 

## Reparto
| - Aubrey Plaza Como Brandy Klark. - Johnny Simmons Como Cameron Mitchell. - Bill Hader Como Willy Mclean. - Scott Porter Como Rusty Waters. - Alia Shawkat Como Fiona Forster. - Rachel Bilson Como Amber Klark. - Christopher Mintz-Plasse Como Duffy. - Andy Samberg Como Van King. - Connie Britton Como Jean Klark. - Clark Gregg Como Juez George Klark. - Donald Glover Como Derrick Murphy. - Sarah Steele Como Wendy. - Adam Pally Como Chip. - Jack McBrayer Como Hillcrest Pool manager. |